# Союзная контрольная комиссия
Союзная контрольная комиссия, иногда Союзническая контрольная комиссия (англ. Allied Control Commission) — название органов контроля над странами «оси» в переходный период после их выхода из состояния войны со странами-членами антигитлеровской коалиции в результате подписания договора о перемирии или капитуляции. В состав союзных контрольных комиссий входили представители основных членов антифашистского блока: СССР, США, Великобритании, Франции.
Предвидя поражение Германии и Японии во Второй мировой войне, союзники уже в 1943 году на Московской конференции создали Европейскую консультативную комиссию и предложили создать Дальневосточную консультативную комиссию для выработки рекомендаций на послевоенный период. Наряду с Европейской консультативной комиссией в побеждённых странах создавались Союзные контрольные комиссии, осуществлявшие контроль над этими странами в переходный период.

## Италия
Союзная контрольная комиссия в Италии была создана 10 ноября 1943 года в соответствии с положениями статьи 37 в перемирии с Италией и Акта о капитуляции от 29 сентября 1943 года. Комиссия прекратила свою деятельность после подписания итальянского мирного договора на Парижской мирной конференции в 1947 году.

## Румыния
Соглашение о перемирии с Румынией, подписанное 12 сентября 1944 года, установливало, в частности, следующее:
- Статья 1. «По истечении 24 августа 1944 года в 4 утра, Румынии полностью прекращает военные действия против Союза Советских Социалистических Республик на всех театрах военных действий, выходит из войны против Объединенных Наций, прерывает отношения с Германией и её сателлитами, вступает в войну и ведёт военные действия на стороне союзных держав против Германии и Венгрии с целью восстановления румынской независимости и суверенитета, для чего она обеспечивает не менее двенадцати пехотных дивизий с войсками корпуса»
- Статья 4. «Государственная граница между Союзом Советских Социалистических Республик и Румынией, установленная советско-румынским соглашением от 8 июня 1940 года, восстанавливается».
- Статья 18. «До заключения мирного договора с целью контроля над соблюдением настоящих условий будет создана Союзная контрольная комиссия под общим руководством Союзного (Советского) Главнокомандования, действующего от имени Союзных держав».

В приложении к статье 18, было указано, что «правительство Румынии и его органы должны выполнять все указания Союзной контрольной комиссии, вытекающих из Соглашения о перемирии».
Союзная контрольная комиссия в Румынии действовала под руководством Маршала Советского Союза Р. Я. Малиновского. Заместителем Малиновского был генерал-полковник танковых войск И. З. Сусайков.
Мирный договор с Румынией был подписан 10 февраля 1947 года и вступил в силу 15 сентября 1947 года.
Румынский король Михай I был награждён орденом «Победа».

## Финляндия

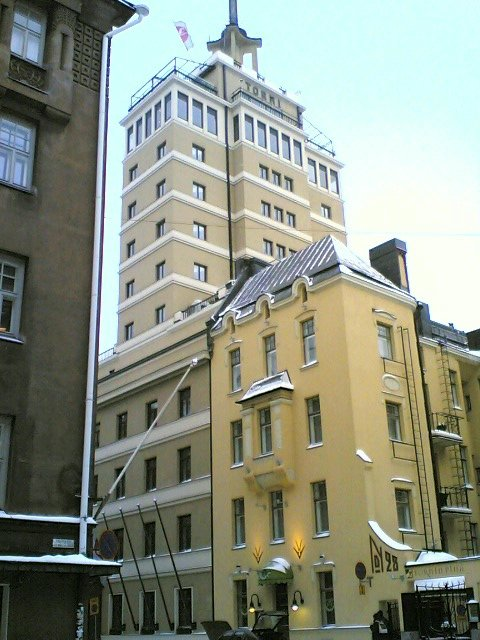
Гостиница «Torni», в здании которой размещалась Союзная контрольная комиссия в Финляндии

Союзная контрольная комиссия в Финляндии прибыла в страну 22 сентября 1944 года и разместилась в хельсинкском отеле «Torni». В её состав входили 200 советских и 15 британских членов, возглавлялась она генерал-полковником А. А. Ждановым. В 1944—1946 годах под оперативным контролем комиссии также находился аэропорт «Хельсинки-Малми».
Под давлением Союзной контрольной комиссии финнам пришлось повоевать против своих недавних германских союзников в скоротечной, но жестокой «Лапландской войне». На территории Финляндии появились базы советского флота, что позволило перекрыть поставки железной руды из Швеции в Германию. Вышли из подполья и были введены в состав правительства финские коммунисты. В марте 1945 года в Финляндии прошли выборы, на которых победили левые партии, ориентировавшиеся на СССР. Сменился и состав финского правительства, премьер-министром стал оппозиционер Юхо Паасикиви. Союзная контрольная комиссия определила список подлежащих запрету профашистских организаций Финляндии.
При комиссии действовала инспекция, укомплектованная «особистами», которая была, по сути, разведкой и контрразведкой СССР на территории Финляндии. Часть финских офицеров и шюцкоровцев попытались организовать партизанскую и диверсионную войну против СССР. Под давлением СКК финская полиция была вынуждена арестовать руководство финского генштаба во главе с генерал-лейтенантом Акселем Айро и ликвидировать так называемое «Карельское академическое общество», идейными вдохновителями которого были ректор Хельсинкского университета Рольф Неванлинна (бывший председатель комиссии по вербовке добровольцев в Финский добровольческий батальон войск СС и финского батальона дивизии СС «Нордланд», он покинул университет и поселился в Швейцарии) и профессор Арно Саксен.
6 августа 1945 года Жданов передал новому финскому премьер-министру Паасикиви письмо, в котором указывалось, что советское правительство решило восстановить с Финляндией дипломатические отношения. По свидетельству очевидцев, на дипломатических приёмах в правительственных учреждениях Хельсинки или в отеле «Торни», где располагалась штаб-квартира Союзной контрольной комиссии, Жданов общался с финнами на французском языке.
Под воздействием Союзной контрольной комиссии в сентябре 1945 года финский Сейм одобрил чрезвычайный закон о наказании виновников войны. По этому закону, обладавшему обратной силой, были осуждены бывший Президент Финляднии Ристо Рюти, бывшие премьер-министры Йохан (Юкка) Рангелл и Эдвин Линкомиес, бывший посланник Финляндии в Берлине Тойво Кивимяки и четверо финских министров, виновных во вступлении Финляндии в войну против СССР и блокаде Ленинграда — Вяйнё Таннер, Хенрик Рамсай, Антти Кукконен и Тюко Рейникка, амнистированные через несколько лет (полностью отбыли срок наказания Кукконен и Рейникка получившие по 2 года) и поэтому в финской послевоенной историографии, названные «козлами отпущения» (фин. «sijaiskärsijämme»).
Союзная контрольная комиссия в Финляндии прекратила свою деятельность 26 сентября 1947 года, когда Советский Союз ратифицировал Парижский мирный договор.

## Болгария
Соглашение о перемирии с Болгарией от 28 октября 1944 предусматривало:
- «По окончании военных действий против Германии болгарские вооруженные силы должны быть мобилизованы и поставлены под контроль союзной контрольной комиссии».
- Статья 11. «Имущество, вывезенное с территории государств-членов Объединенных Наций должно быть возвращено под надзором Союзной контрольной комиссии»
- Статья 13. «Имущество, принадлежащее странам Оси Венгрии и Германии не должны быть возвращены без разрешения Контрольной комиссии».
- Статья 18. «Комиссия будет регулировать и контролировать выполнение условий перемирия под председательством представителя Союзного (Советского) Главнокомандования».

Председателем Союзной контрольной комиссии в Болгарии был Маршал Советского Союза Ф. И. Толбухин.

## Венгрия
Соглашение о перемирии с Венгрией, подписанное 20 января 1945 года, установливало, в частности, следующее:
- Статья 1. По заключению военных действий против Германии, венгерская вооруженные силы должны быть демобилизованы и поставлены под наблюдение Союзной контрольной комиссии";

- Статья 6. «Имущество, отнятое у стран-членов Объединенных Наций, должно быть возвращена в эти территории, находящиеся под надзором Контрольной комиссии»;

- Статья 8. «Имущество, принадлежащее странам Оси не должны быть возвращены без разрешения Контрольной комиссии»;

- Статья 11. «Правительство Венгрии должно обеспечить, в случае необходимости, использование и регулирование работы промышленных и транспортных предприятий, средств связи, электростанций, предприятий и установок жилищно-коммунального хозяйства, магазинов топлива и других материалов, в соответствии с инструкциями, изданными во время перемирия Союзным (Советским) Главнокомандованием или Союзной контрольной комиссией»;

- Статья 18. «На весь период перемирия в Венгрии будет создана Союзная контрольная комиссия, которая будет регулировать и контролировать выполнение условий перемирия под председательством представителя Союзного (Советского) Главнокомандования».

Председателем Союзной контрольной комиссии в Венгрии был назначен Маршал Советского Союза К. Е. Ворошилов.
Союзная контрольная комиссия в Венгрии приступила к работе в Дебрецене 5 февраля 1945 года. Ситуация в Венгрии очень отличалась от тех, что сложились в других странах-сателлитах Германии, из-за раскола в венгерском обществе, вызванного неудачной попыткой выхода Венгрии из войны.
Постановлением N 7725 от 7 марта 1945 года ГКО обязал Союзную контрольную комиссию в Венгрии взять под особый контроль все мероприятия венгерского правительства, связанные с проведением земельной реформы; все мероприятия правительства, связанные с восстановлением и эксплуатацией промышленных предприятий, железнодорожного транспорта и средств связи и проведением весенней посевной кампанией; расходование правительством денежных средств, полученных им от советского правительства в виде займов; расходование продовольственных продуктов, переданных венгерскому правительству заимообразно.
Комиссия использовала свои полномочия, чтобы добиться осуществления радикальной земельной реформы 1945 года. В рамках реформы было конфисковано больше 3 млн га земли (34 % всей земельной площади страны), которая была передана безземельным и малоземельным крестьянам.
15 октября 1945 года были официально установлены дипломатические отношения между СССР и Венгрией. В ноябре 1945 года в Венгрии состоялись парламентские выборы. По итогам выборов под давлением со стороны Г. М. Пушкина и К. Е. Ворошилова было сформировано коалиционное правительство из четырех партий: мелких хозяев, коммунистической, социал-демократической и национально-крестьянской. Коммунисты получили четыре министерских поста: вице-премьера, министра внутренних дел, министра транспорта и связи, а также министра социального обеспечения. Свою деятельность Комиссия прекратила после вступления в силу мирного договора 15 сентября 1947 года.

## Австрия
Создание Союзной контрольной комиссии в Австрии было предусмотрено решениями Европейской консультативной комиссии в 1944 году.
Советские власти в Вене приняли решение о создании нового австрийского правительства без предварительной консультации с лидерами других союзных государств и 27 апреля австрийский лидер социалистов Карл Реннер сформировали правительство. Британские, американские и французские власти сначала отказался признавать правительство Реннера, и для того, чтобы повлиять на действия Советского Союза в Австрии решили начать сразу с вопроса о создании совместной комиссии в Австрии.
В результате 4 июня 1945 года делегация США, Великобритании и Франции смогли прибыть в Вену, чтобы рассмотреть условия руководства этой страной.
В течение июня 1945 года, переговоры по соглашению о разделе Австрии на зоны оккупации были проведены в Лондоне в рамках Европейской консультативной комиссии, и соглашение было заключено 4 июля 1945 года для последующего его утверждения. Соглашение затем был утверждено правительствами четырёх стран союзников.
Отдельное соглашение о разделе города Вены на четыре зоны оккупации было заключено 9 июля 1945 года. Это соглашение было одобрено британским правительством 12 июля, правительство Франции 16 июля, советским правительством 21 июля и правительством США 24 июля.
Австрия была разделена на 4 оккупационные зоны: американскую, британскую, французскую и советскую. Вена, будучи столицей, также была разделена, но в её центре была международная зона, управление которой осуществлялось поочерёдно четырьмя державами. Союзная контрольная комиссия заняла своё место в Вене.
Проблема, с которой столкнулась комиссия, был вопрос о временном правительстве Карла Реннера. Руководства США, Великобритании и Франции сначала отказывались признать его, но на 1 октября 1945 года Комиссия рекомендовала признать правительство Реннера, в обмен на введение свободы прессы и проведение свободных выборов.
Союзная контрольная комиссия в Австрии прекратила свою деятельность после заключения мирного договора с Австрией 15 мая 1955 года.